# CAR-15卡賓槍
CAR-15（Colt Automatic Rifle-15 Military Weapons System）是柯爾特在1960年代以AR-15的設計改良而成。由於尺寸緊密，Colt Commando及XM177系列在越南戰爭中亦有出現。
柯爾特在1959年獲得阿瑪萊特（ArmaLite）的AR-15的專利權和技術時，柯爾特把名稱定為CAR-15，是為了在CAR-15服役後把AR-15槍族聯繫起來。其後柯爾特放棄CAR-15的專利權，但以M16的商標繼續生產各种軍用衍生型及以Colt AR-15商標生產執行部門及民用型号。
嚴格來說，CAR-15是M16或AR-15的卡賓槍及縮短版的名稱。

## 歷史
1965年開始，柯爾特集中研發M16步槍各種衍生型號以成為美軍各兵種的單兵武器，情況有如市場上競爭對手的AR-10及Stoner 63。Stoner 63有多種衍生型，更可改為彈鏈供彈或輕機槍。因此柯爾特推出柯爾特CMG-1及CMG-2輕機槍以組成槍族，CMG-1/2與CAR-15系列甚為相似，但性能太差而沒有被采用。美軍只對柯爾特的步槍、縮短版步槍及卡賓槍有興趣，其中包括著名的M16系列。
民間普遍對CAR-15的名稱存在誤解，以為CAR-15是基於M16的卡賓槍。

## CAR-15軍用武器系統

### CAR-15步槍

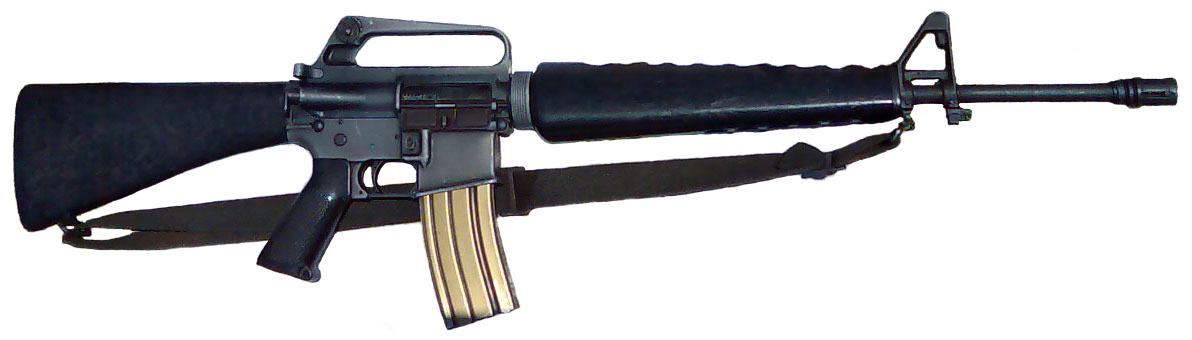
美國陸軍的M16A1

M603 CAR-15步槍是最初被美國陸軍採用的XM16E1及其後的M16A1，而美國空軍的M16是M604 CAR-15步槍，它們是CAR-15槍族的核心。在柯爾特推出正式M16前美軍已確定購買M603及M604。M603裝有射手可手動推進槍機的復進助推器，而M604沒有。

### CAR-15卡賓槍
M605A CAR-15卡賓槍是CAR-15的其中一種縮短版，以便於車組人員攜帶。CAR-15卡賓槍比M16的槍管短，只有15寸，沒有刺刀座。一把原型裝有短握把和16寸槍管。M605B沒有復進助推器，有半自動、三點發、全自動的選擇發射模式，但次序為S-F-1-3，選擇器可360度順及反時針操作，其中的三點發可修改為每次兩發或六發，這種發射模式選擇器由Foster Sturtevant在1966年12月推出。
1962年早期的美國海軍海豹部隊亦有裝備CAR-15卡賓槍，而大毒蛇（Bushmaster）亦有在民間推出現代化的CAR-15卡賓槍。

### CAR-15重型突擊步槍
M606 CAR-15重型突擊步槍（Model 606 CAR-15 Heavy Assault Rifle）裝有重槍管（HBAR）作持續火力的自動步槍，類似白朗寧自動步槍，CAR-15 HBAR不能快速更換槍管，但對應M14自動步槍的M2兩腳架及BAR的改進型兩腳架。

#### CAR-15重型突擊步槍M1
CAR-15重型突擊步槍M1使用20發的M16彈匣，但20發令其不能提供持續火力（1969年前沒有30發彈匣）。M606A裝有復進助推器，而M606B裝有復進助推器及四種射擊模式（加入三點發）。1965年，美国陸軍用於小型武器系統（SAWS）而購買的CAR-15重型突擊步槍M1小於200把。

#### CAR-15重型突擊步槍M2
CAR-15重型突擊步槍M2是大量改裝上下機匣作彈鏈供彈的版本，柯爾特工程師Rob Roy設計出特別的彈箱，可裝50或120發彈鏈。陸軍曾對彈鏈供彈CAR-15用於直升機機門裝備作評估，但最後取消。
CAR-15重型突擊步槍M2最後只制造小於20把，約翰·斯利亞（John Ciener）亦有制造現代化彈鏈供彈的M16，現在的Ares Shrike 5.56與其相似，亦是彈鏈供彈。

### CAR-15衝鋒槍
M607 CAR-15衝鋒槍（SMG）是一种特种部隊及車組人員用的緊湊武器，雖然名叫衝鋒槍，但實際上屬於卡賓槍級數。CAR-15 SMG共制造約50把，大部份被海豹部隊及陸軍特种部隊使用，包括陸軍K-9部隊。
CAR-15 SMG是第一種AR-15裝有可伸縮式槍托，縮起槍托只有26寸長，更有兩段可固定位置，裝有M16機匣，CAR-15救生步槍式握把，沒有復進助推器。但槍管過短不能裝上刺刀，所以沒有刺刀座。CAR-15 SMG並沒有大量生產。
由於槍管過短，CAR-15 SMG發射時聲音及火光極大，因此部份裝有消焰器，CAR-15 SMG裝有M16標準三岔式消焰器時沒有緩和效果。在1966年9月，柯爾特推出有助於減低聲音和火光的3.5寸消焰制退器，但後座力增大，亦令曳光彈頭失控偏離正常位置。其後柯爾特推出4.5寸擴張型六孔消焰制退器，但彈頭偏離問題依舊存在。

### CAR-15救生步槍
M608 CAR-15救生步槍的設計目的是被擊落的飛行員救生武器，CAR-15救生步槍及四個20發彈匣可裝於飛行員座位內。CAR-15救生步槍裝有10寸槍管、圓型護木、移除刺刀座、特制的3.5寸擴張型消焰制退器、固定鋁覆膠槍托（可分成兩節）及切短一半的CAR-15握把。

### CAR-15突擊型（XM177系列）

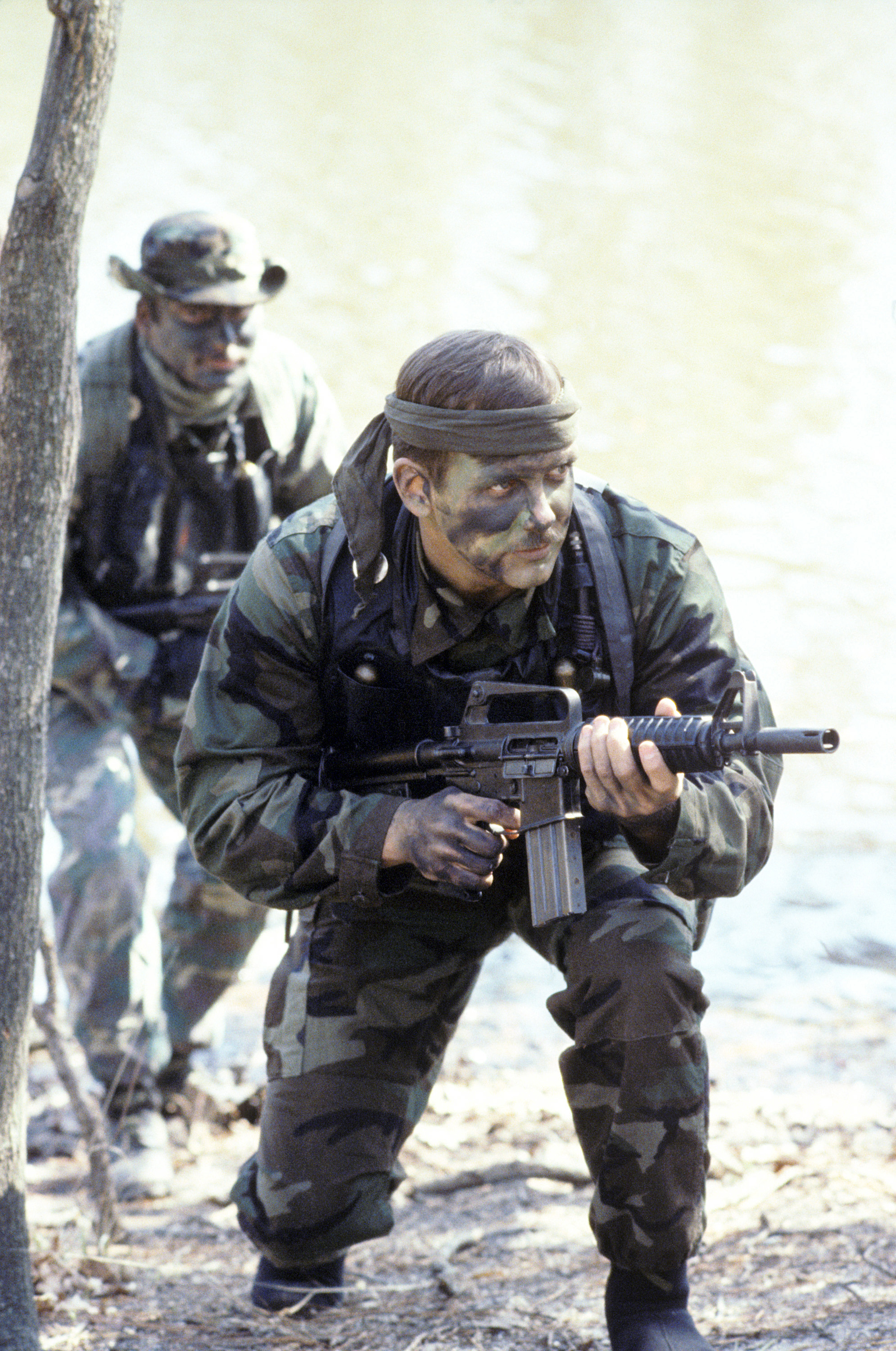
裝備CAR-15突擊型的海豹部隊士兵

CAR-15突擊型（CAR-15 Commando）最初並非CAR-15槍族的成員，但在1966年應美軍要求而推出，CAR-15突擊型是類似M607衝鋒槍及縮短版M16版本。Rob Roy設計出鋁製兩段固定位置伸縮槍托（二代）取代舊有的伸縮槍托，短圓型護木取代舊有的短三角型護木，上下護木塊亦完全相同以減低後勤壓力。M609 CAR-15突擊型裝有復進助推器，而M610沒有。M610B有半自動、三點發、全自動發射模式，但美軍沒有採用，全部CAR-15突擊型皆裝有4.25寸槍口裝置。
M610定命名為XM177，而美國空軍定命名為GAU-5/A衝鋒槍，GAU解為Gun-槍、Automatic-自動、Unit-部隊（部隊用的自動步槍）。美國陸軍在1966年6月28日購買了2815把M609 CAR-15突擊型，官方定名為（5.56毫米XM177E1衝鋒槍），合約中指出，柯爾特須為每把XM177E1配套七個30發彈匣，但柯爾特無法造出可靠的彎型30發彈匣，除了美國陸軍第5特種部隊（5th Special Forces Group）的每把XM177E1配套四個30發彈匣外，送交大部份部隊的仍然是20發彈匣。柯爾特在1967年3月完成所有送交XM177E1的合約。
在1967年，一次實戰試驗後，柯爾特延長了CAR-15突擊型的槍管至11.5寸，以配合XM148附加型榴彈發射器，但發射時聲音及火光極大問題仍然依舊，柯爾特加裝一個金屬製圓形彈膛鍍鉻的槍口裝置以配合XM148及發射槍榴彈，槍管加長的CAR-15突擊型編號為M629及M649，M629裝有復進助推器，而M649則沒有。
1967年4月，美國陸軍為其越南觀察顧問團（MACV-SOG）購買了510把M629 CAR-15突擊型，並命名為XM177E2，柯爾特於1967年9月完成送交。而美國空軍把購買的M649命名為GAU-5A/A。但后座力大，曳光彈彈頭失控偏離、槍管骯髒、發射時聲音及火光極大的問題在XM177系列仍然存在，柯爾特指出須用$400,000美元和六個月時間完整研究彈道及運動學以解決問題，又推薦一個$635,000美元和29個月的研究及發展計劃，但因當時反越戰的情況嚴重而被拒絕。
CAR-15突擊型於1970年停止生產。

## 越戰後
越戰過後，柯爾特放棄CAR-15軍用武器的合約，但繼續以M16和M16A1商標生產重槍管步槍、卡賓槍及其他緊湊尺寸步槍，但大部份人只認識CAR-15衝鋒槍及CAR-15突擊型，而把所有AR-15及M16卡賓槍稱為CAR-15。
70年代中期，美國菸酒槍炮及爆裂物管理局公佈所有4.25寸槍口裝置為消聲器而禁止美國所有州的民間發售，因此柯爾特其後推出的卡賓槍沒有加長的槍口裝置。

### M16A1卡賓槍

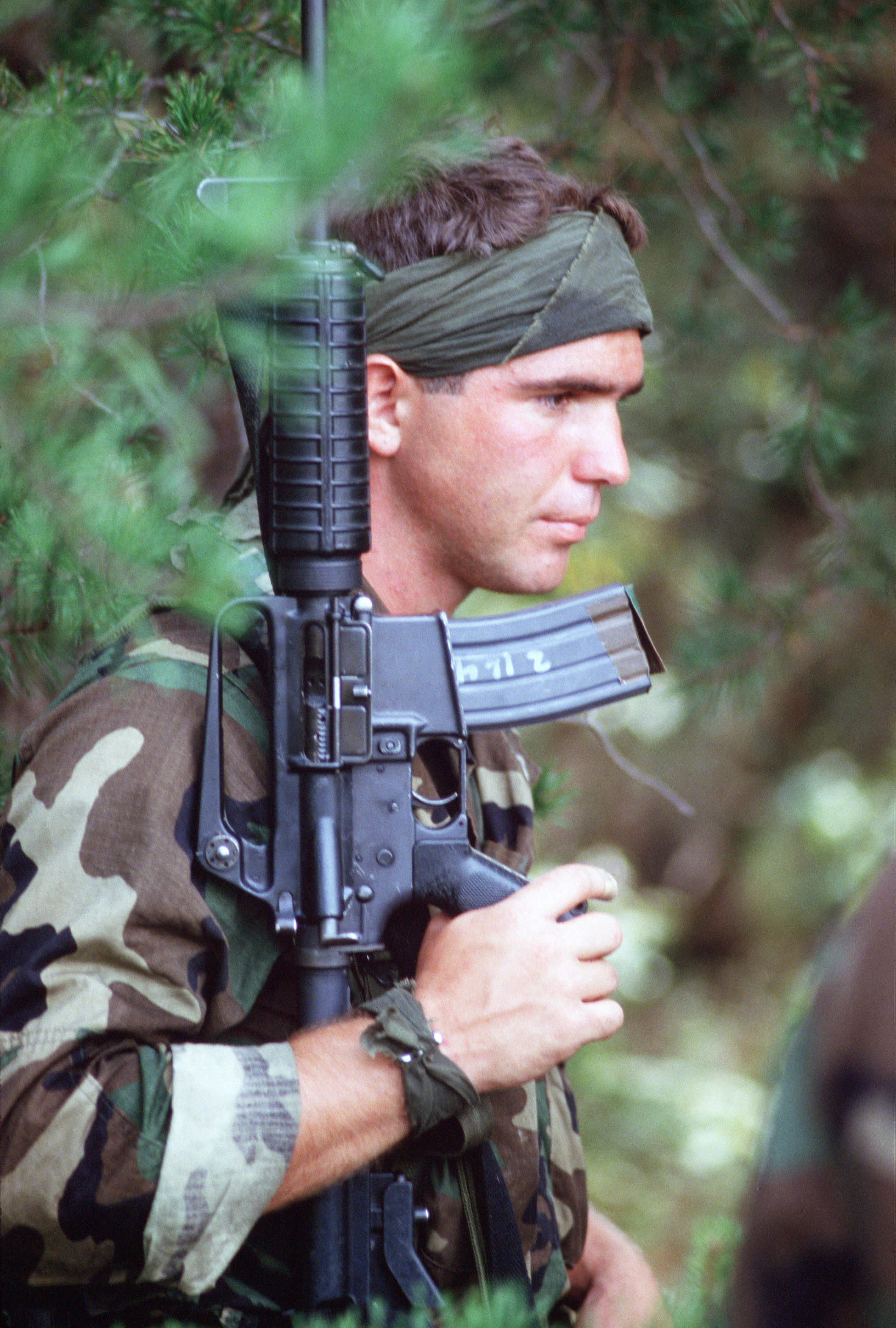
海豹部隊的M653卡賓槍

在1970年代早期，柯爾特推出14.5寸槍管的M16A1卡賓槍，14.5寸槍管對應卡賓槍版的氣動系統，亦可裝上標準M16刺刀。由於裝有長槍管，M16A1卡賓槍比其他卡賓槍長，失去緊湊尺寸的用途，柯爾特推出的M651、M652、M653及M654 M16A1卡賓槍，不同之處在於部份有伸縮槍托及復進助推器。美國空軍及海軍亦有購買小量M16A1卡賓槍系列，用於其特種部隊及保安部隊。
在贖罪日戰爭期間，美國政府向以色列提供武器及物資，包括M653系列。在五分錢救援行動，以色列國防軍將他們的M653命名為「CAR-15」。他們的M653至今仍然在使用中，部份被大量改裝，如割短槍管等，以色列對他們的CAR-15暱稱為或。現在正慢慢地被M4卡賓槍取代。
柯爾特特許Elisco Tools在菲律賓生產M16A1卡賓槍，編號為M653P，M653P在菲律賓拍攝的電影殺戳戰場（Platoon）中亦有出現。

### M4卡賓槍
1980年代早期，美國海軍陸戰隊向柯爾特提出把M16A1升級的要求，結果柯爾特推出M16A2。M16A2最主要的改進是加強下機匣、彈殼護板、原先的鳥籠式消焰器改為消焰制退器、槍管膛線纏距改為1:7寸，新的槍管可對應55格令的M193彈藥及66格令M855彈藥，M16A2的護木內部分槍管亦有加厚。柯爾特亦有把以上改進加入其卡賓槍內，如M16A2卡賓槍。
M723 M16A2卡賓槍裝有M16A1的照門，但裝有彈殼護板，1:7寸膛線纏距槍管，但槍管厚度與M16A1相同。與M653一樣，美軍亦有為其特種部隊裝備小量M723。
阿拉伯聯合大公國曾入口可裝上M203但槍管厚度與M16A2相同的M16A2卡賓槍，M203的設計只對應M16A1厚度的槍管，因此柯爾特了專為M203而設計有“縮頸”的加厚槍管，以上改進版稱為M727，又名“阿布扎比”（Abu Dhabi）卡賓槍，美軍亦有小量購買M727。
在1984年，美國政府向柯爾特購買其基於M723及M727而改造的卡賓槍，名為M4卡賓槍，於1993年正式裝備。
與M4項目無關，在1983年迪瑪科（Diemaco）為加拿大軍隊推出有類似M723的C8卡賓槍，原型的C8與柯爾特的M725相同。

### GUU-5/P

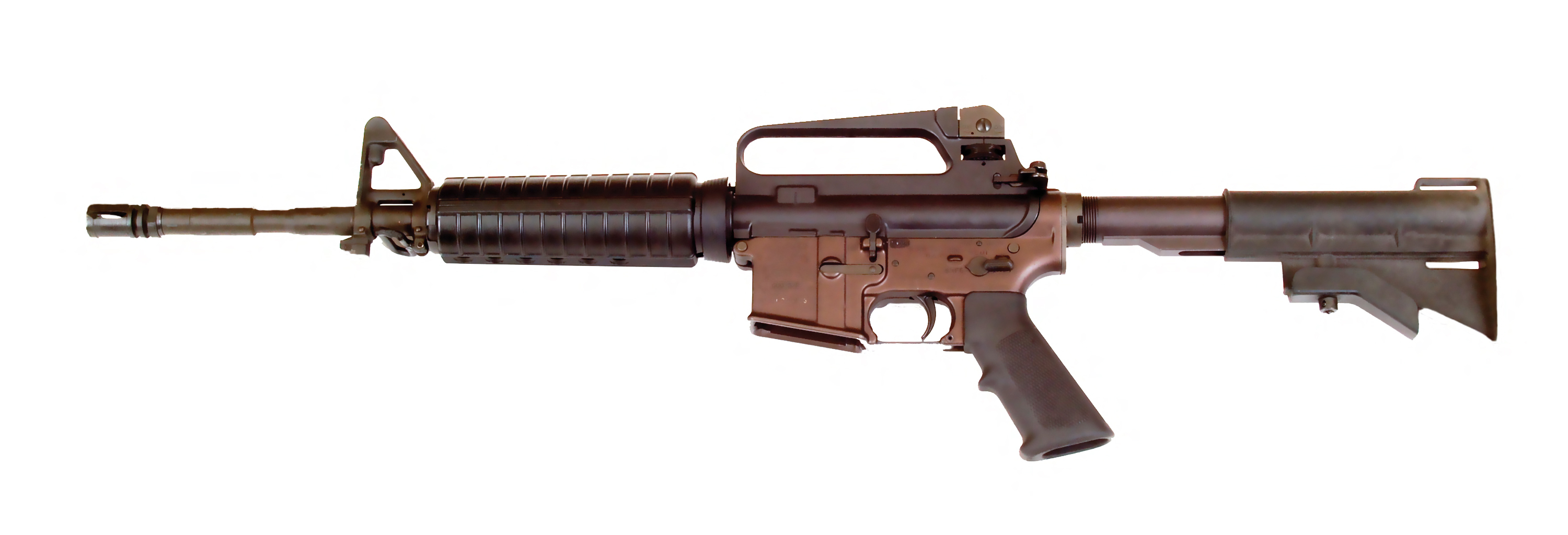
GUU-5/P

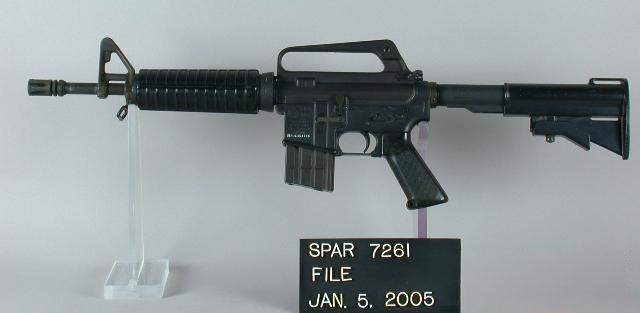
GAU-5/A

美國空軍把他們的GAU-5/A及GAU-5A/A升級至GUU-5/P，最初裝有14.5寸1比12纏距槍管以發射M855彈藥，其後改用1比7纏距槍管及更換上機匣。空軍的武器分級改變，GAU解作GUN-槍、Airborne-空降、Unit-部隊（空降部隊用的槍），GUU解作GUN-槍、Miscellaneous-多用途、Unit-部隊（多用途部隊用的槍）、P解作單兵武器。

### 柯爾特突擊型（Colt Commando）
當柯爾特主力研發14.5寸槍管的卡賓槍及20寸槍管的步槍時，柯爾特仍然有推出11.5寸槍管的卡賓槍，名為突擊型（Commando）。M733突擊型（M733 Commado）裝有A1式上機匣及彈殼護板，或A2式上機匣及M16A1的1:7膛線纏距槍管，可全自動及半自動發射，或全自動、三點發、半自動發射，部份更有裝有MIL-STD-1913戰術導軌的平頂型上機匣。原稱M16A2突擊型，其後柯爾特改稱M4突擊型（M4 Commando）。
部份美軍特種部隊如武力偵察隊（Force Recon）亦有裝備小量柯爾特突擊型。但後來只有10.3寸槍管的CQBR成為美軍正式裝備。
11.5寸槍管的柯爾特突擊型比其他M16卡賓槍初速較低，火焰也較大。低初速亦令殺傷力降低。
執法部門型（RO）：
- RO933：平頂型，安全／半自動／全自動
- RO935：平頂型，安全／半自動／三點發
- RO733：固定提把，安全／半自動／全自動
- RO735：固定提把，安全／半自動／三點發

### 柯爾特9毫米衝鋒槍
改用手槍子彈的版本，機械結構被修改至適應低威力的彈藥。

### GAU-5A ASDW
GAU-5A機組自衛武器（英語：Aircrew Self Defense Weapons）是美國空軍於2018年採用的卡賓槍，槍管及護木可拆下以收納於ACES II彈射椅的緊急救生包中。ASDW由Midwest Industries生產，採用Cry Havoc Tactical的QRB（Quick Release Barrel，快拆槍管）系統，並使用M4下機匣，另外採用了Midwest Industries的MI-G3ML10 M-LOK護木及FAB的AGF-43S摺疊握把。ASDW會連同4個30發彈匣收納在緊急救生包，並能在60秒內組裝完成，為飛行員提供有效射程達200公尺的自衛武器。現在ASDW已經配發給F-22飛行員。

## 圖片

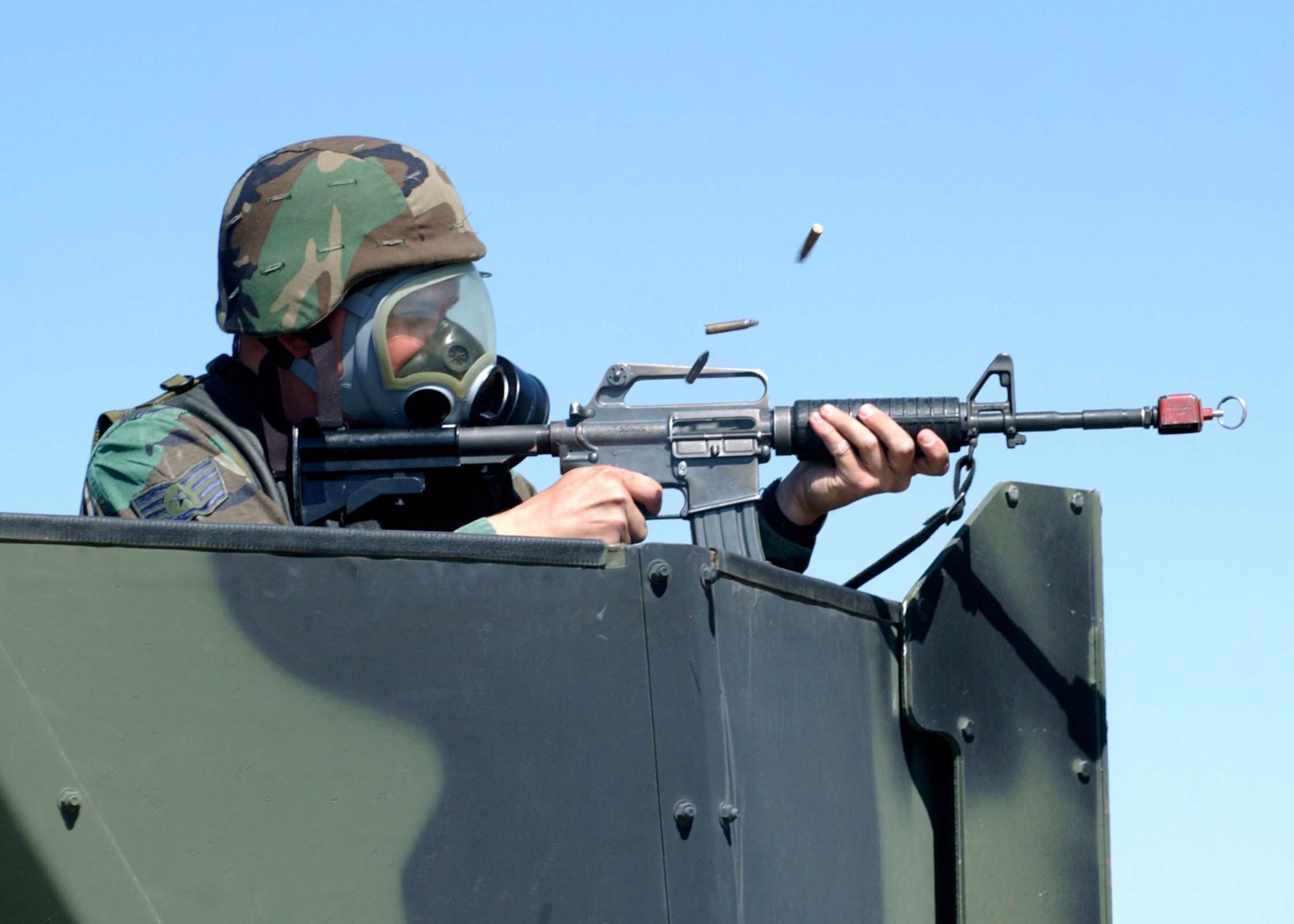
美國空軍的士兵，手上的GUU-5/P由GAU-5/A改成，GUU-5/P的退彈匣制沒有保護邊。
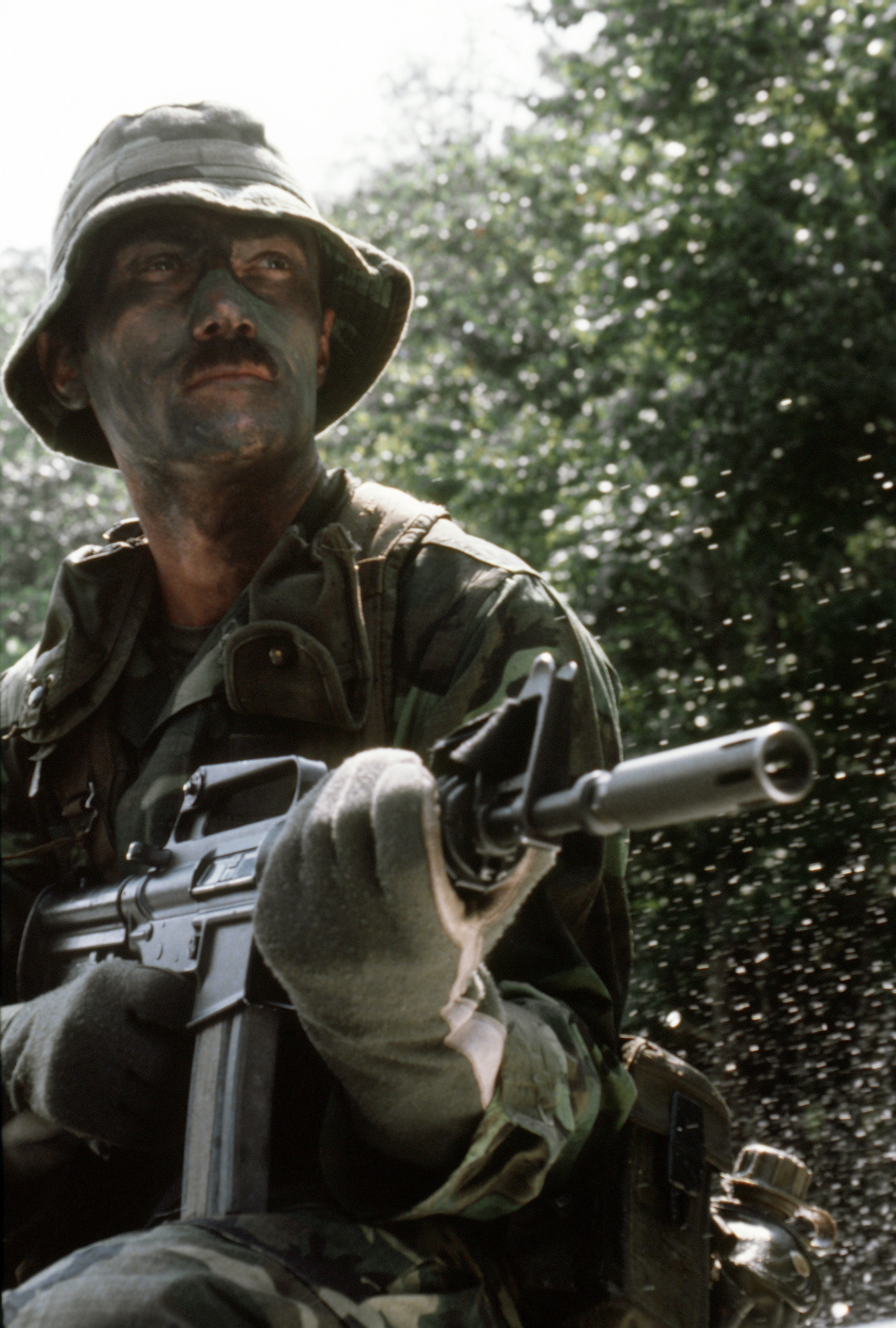
美國空軍CCT士兵的GAU-5A/A。
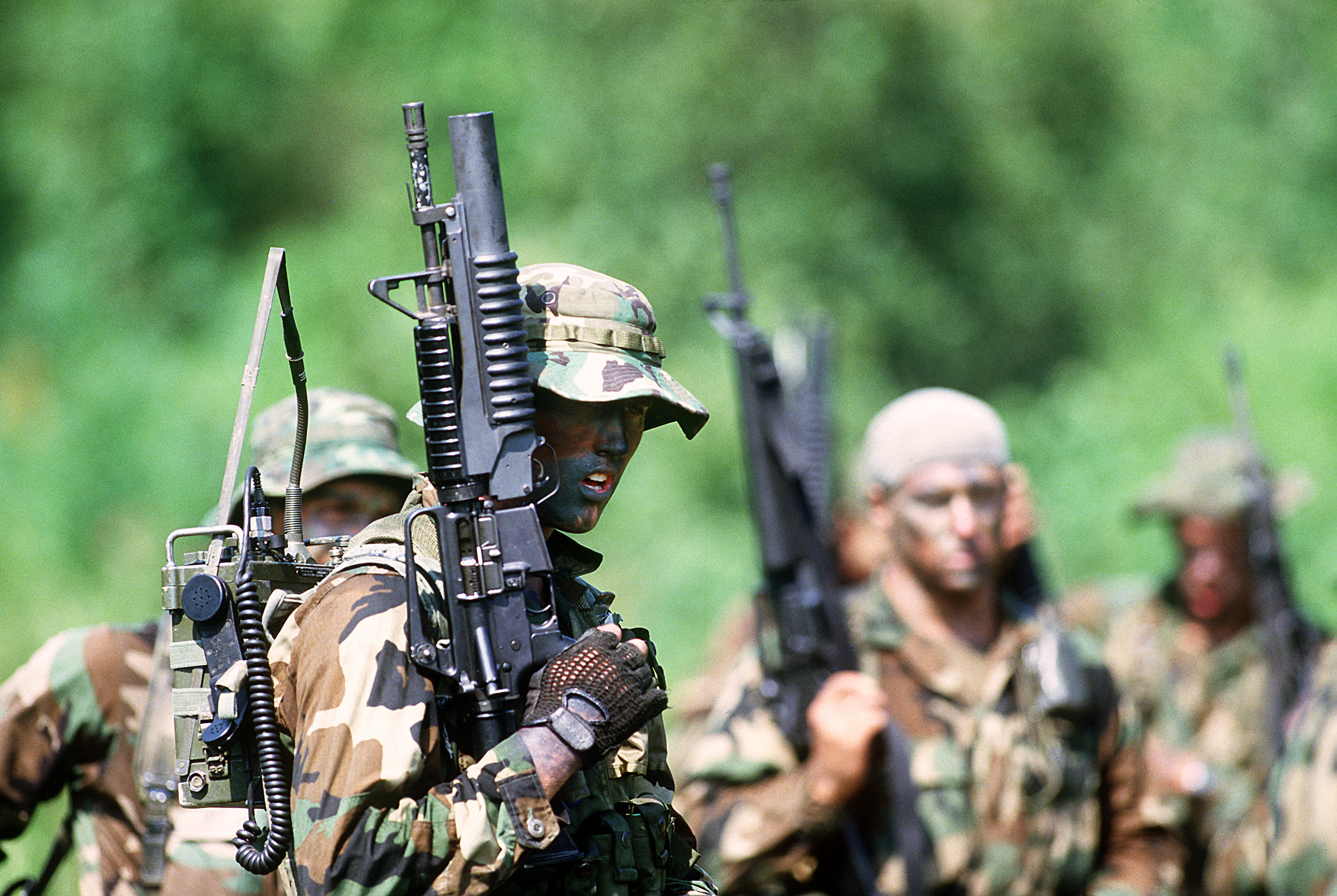
美國海軍海豹部隊士兵的M653，裝有M203。

## 摘要
註：粗體的柯爾特編號為美軍裝備，斜體的柯爾特編號是出口型及民間發售型，粗體名稱是美軍的指定名稱。
柯爾特型號：
| 柯爾特編號 | 名稱                    | 槍托     | 發射模式 | 照門   | 復進助推器 | 彈殼護板 | 槍管長 | 槍管類型 | 槍管膛線纏距 | 護木       | 刺刀座 | 槍口裝置              |
| ---------- | ----------------------- | -------- | -------- | ------ | ---------- | -------- | ------ | -------- | ------------ | ---------- | ------ | --------------------- |
| 603        | XM16E1                  | A1       | S-1-F    | A1     | 有         | 無       | 20寸   | A1       | 1:12         | 三角形     | 有     | 鴨嘴式2型             |
| 603        | M16A1                   | A1       | S-1-F    | A1     | 有         | 無       | 20寸   | A1       | 1:12         | 三角形     | 有     | A1                    |
| 604        | M16                     | A1       | S-1-F    | A1     | 無         | 無       | 20寸   | A1       | 1:12         | 三角形     | 有     | A1                    |
| 605        | CAR-15卡賓槍            | A1       | S-1-F    | A1     | 無         | 無       | 15寸   | A1       | 1:12         | 三角形     | 無     | 鴨嘴式2型             |
| 605A       | CAR-15卡賓槍            | A1       | S-1-F    | A1     | 有         | 無       | 15寸   | A1       | 1:12         | 三角形     | 無     | 鴨嘴式2型             |
| 605B       | CAR-15卡賓槍            | A1       | S-F-1-3  | A1     | 無         | 無       | 15寸   | A1       | 1:12         | 三角形     | 無     | 鴨嘴式2型             |
| 606        | CAR-15重型突擊步槍M1    | A1       | S-1-F    | A1     | 無         | 無       | 20寸   | HBAR     | 1:12         | 三角形     | 有     | 鴨嘴式2型             |
| 606A       | CAR-15重型突擊步槍M1    | A1       | S-1-F    | A1     | 有         | 無       | 20寸   | HBAR     | 1:12         | 三角形     | 有     | 鴨嘴式2型             |
| 606B       | CAR-15重型突擊步槍M1    | A1       | S-F-1-3  | A1     | 有         | 無       | 20寸   | HBAR     | 1:12         | 三角形     | 有     | 鴨嘴式2型             |
| 607        | CAR-15衝鋒槍            | 一代     | S-1-F    | A1     | 無         | 無       | 10寸   | A1       | 1:12         | 短三角形   | 無     | 鴨嘴式1型、2型及3.5寸 |
| 607A       | CAR-15衝鋒槍            | 一代     | S-1-F    | A1     | 有         | 無       | 10寸   | A1       | 1:12         | 短三角形   | 無     | 鴨嘴式1型、2型及3.5寸 |
| 607B       | CAR-15衝鋒槍            | 一代     | S-F-1-3  | A1     | 無         | 無       | 10寸   | A1       | 1:12         | 短三角形   | 無     | 鴨嘴式1型、2型及3.5寸 |
| 608        | CAR-15救生步槍          | 管狀     | S-1-F    | A1     | 無         | 無       | 10寸   | A1       | 1:12         | 短圓型     | 無     | 圓錐形或3.5寸         |
| 609        | XM177E1                 | 二代     | S-1-F    | A1     | 有         | 無       | 10寸   | A1       | 1:12         | 短圓肋紋型 | 無     | 3.5或4.5寸            |
| 610        | XM177或GAU-5/A          | 二代     | S-1-F    | A1     | 無         | 無       | 10寸   | A1       | 1:12         | 短圓肋紋型 | 無     | 3.5或4.5寸            |
| 610B       | CAR-15衝鋒槍            | 二代     | S-F-1-3  | A1     | 無         | 無       | 10寸   | A1       | 1:12         | 短圓肋紋型 | 無     | 3.5或4.5寸            |
| 619        | XM177E1                 | 二代     | S-1-F    | A1     | 有         | 無       | 10寸   | A1       | 1:12         | 短圓肋紋型 | 無     | 3.5或4.5寸            |
| 620        | XM177                   | 二代     | S-1-F    | A1     | 無         | 無       | 10寸   | A1       | 1:12         | 短圓肋紋型 | 無     | 3.5或4.5寸            |
| 629        | XM177E2                 | 二代     | S-1-F    | A1     | 有         | 無       | 11.5寸 | A1       | 1:12         | 短圓肋紋型 | 無     | 4.5寸                 |
| 639        | XM177E2                 | 二代     | S-1-F    | A1     | 有         | 無       | 11.5寸 | A1       | 1:12         | 短圓肋紋型 | 無     | 4.5寸或A1             |
| 640        | XM177E2                 | 二代     | S-1-F    | A1     | 無         | 無       | 11.5寸 | A1       | 1:12         | 短圓肋紋型 | 無     | 4.5寸或A1             |
| 649        | GAU-5A/A                | 二代     | S-1-F    | A1     | 無         | 無       | 11.5寸 | A1       | 1:12         | 短圓肋紋型 | 無     | 4.5寸                 |
| 651        | M16A1卡賓槍             | A1       | S-1-F    | A1     | 有         | 無       | 14.5寸 | A1       | 1:12         | 短圓肋紋型 | 有     | A1                    |
| 652        | M16A1卡賓槍             | A1       | S-1-F    | A1     | 無         | 無       | 14.5寸 | A1       | 1:12         | 短圓肋紋型 | 有     | A1                    |
| 653        | M16A1卡賓槍             | 二代     | S-1-F    | A1     | 有         | 無       | 14.5寸 | A1       | 1:12         | 短圓肋紋型 | 有     | A1                    |
| 654        | M16A1卡賓槍             | 二代     | S-1-F    | A1     | 無         | 無       | 14.5寸 | A1       | 1:12         | 短圓肋紋型 | 有     | A1                    |
| 720        | XM4/M4                  | 三代     | S-1-3    | A2     | 有         | 有       | 14.5寸 | M4       | 1:7          | 短圓肋紋型 | 有     | A2                    |
| 723        | M16A2卡賓槍             | 三代     | S-1-F    | A1     | 有         | 有       | 14.5寸 | A1       | 1:7          | 短圓肋紋型 | 有     | A1                    |
| 725        | M16A2卡賓槍（迪瑪科C8） | 三代     | S-1-F    | A1     | 有         | 有       | 14.5寸 | A1       | 1:7          | 短圓肋紋型 | 有     | A2                    |
| 727        | M16A2卡賓槍             | 三代     | S-1-F    | A2     | 有         | 有       | 14.5寸 | M4       | 1:7          | 短圓肋紋型 | 有     | A2                    |
| 733        | M16A2突擊型／M4突擊型   | 三或四代 | S-1-F    | A1或A2 | 有         | 有或無   | 11.5寸 | A1或A2   | 1:7          | 短圓肋紋型 | 無     | A1或A2                |
| 735        | M16A2突擊型／M4突擊型   | 三或四代 | S-1-3    | A1或A2 | 有         | 有或無   | 11.5寸 | A1或A2   | 1:7          | 短圓肋紋型 | 無     | A1或A2                |
| 738        | M4突擊型增強版          | 四代     | S-1-3-F  | A2     | 有         | 有       | 11.5寸 | A2       | 1:7          | 短圓肋紋型 | 無     | A1或A2                |
| 777        | M4卡賓槍                | 四代     | S-1-3    | A2     | 有         | 有       | 14.5寸 | M4       | 1:7          | M4         | 有     | A2                    |
| 778        | M4卡賓槍增強版          | 四代     | S-1-3-F  | A2     | 有         | 有       | 14.5寸 | M4       | 1:7          | M4         | 有     | A2                    |
| 779        | M4卡賓槍                | 四代     | S-1-F    | A2     | 有         | 有       | 14.5寸 | M4       | 1:7          | M4         | 有     | A2                    |
| 920        | M4卡賓槍                | 三及四代 | S-1-3    | 平頂   | 有         | 有       | 14.5寸 | M4       | 1:7          | M4         | 有     | A2                    |
| 921        | M4A1卡賓槍              | 四代     | S-1-F    | 平頂   | 有         | 有       | 14.5寸 | M4       | 1:7          | M4         | 有     | A2                    |
| 921HB      | M4A1卡賓槍              | 四代     | S-1-F    | 平頂   | 有         | 有       | 14.5寸 | M4 HBAR  | 1:7          | M4         | 有     | A2                    |
| 925        | M4E2卡賓槍              | 三或四代 | S-1-3    | 平頂   | 有         | 有       | 14.5寸 | M4       | 1:7          | M4         | 有     | A2                    |
| 927        | M4卡賓槍                | 四代     | S-1-F    | 平頂   | 有         | 有       | 14.5寸 | M4       | 1:7          | M4         | 有     | A2                    |
| 933        | M4突擊型                | 四代     | S-1-F    | 平頂   | 有         | 有       | 11.5寸 | A1或A2   | 1:7          | 短圓肋紋型 | 無     | A2                    |
| 935        | M4突擊型                | 四代     | S-1-3    | 平頂   | 有         | 有       | 11.5寸 | A1或A2   | 1:7          | 短圓肋紋型 | 無     | A2                    |
| 938        | M4突擊型增強版          | 四代     | S-1-3-F  | 平頂   | 有         | 有       | 11.5寸 | A2       | 1:7          | M4         | 無     | A2                    |
| 977        | M4卡賓槍                | 四代     | S-1-3    | 平頂   | 有         | 有       | 14.5寸 | M4       | 1:7          | M4         | 有     | A2                    |
| 978        | M4卡賓槍增強版          | 四代     | S-1-3-F  | 平頂   | 有         | 有       | 14.5寸 | M4       | 1:7          | M4         | 有     | A2                    |
| 979        | M4卡賓槍                | 四代     | S-1-F    | 平頂   | 有         | 有       | 14.5寸 | M4       | 1:7          | M4         | 有     | A2                    |

非柯爾特型號：
| 名稱        | 原型              | 槍托           | 發射模式 | 照門           | 復進助推器 | 彈殼護板 | 槍管長            | 槍管類型 | 槍管膛線纏距 | 護木       | 刺刀座 | 槍口裝置 |
| ----------- | ----------------- | -------------- | -------- | -------------- | ---------- | -------- | ----------------- | -------- | ------------ | ---------- | ------ | -------- |
| GUU-5/P     | GAU-5/A或GAU-5A/A | 二代或四代     | S-1-F    | A1             | 有         | 無       | 14.5寸            | A1或M4   | 1:7          | 短圓肋紋型 | 有     | A1或A2   |
| GUU-5/P     | GAU-5/A或GAU-5A/A | 二代或四代     | S-1-F    | A2或平頂       | 有         | 有       | 14.5寸            | M4       | 1:7          | M4         | 有     | A2       |
| Mekut'zar   | M653              | 三代或以色列版 | S-1-F    | A1             | 有         | 無       | 14.5寸            | M4       | 1:7          | 二代或四代 | 有     | A2       |
| Mekut'zrar  | M653              | 二代或以色列版 | S-1-F    | A1             | 有         | 無       | 可變；9寸（平均） | A1       | 1:12         | 短圓肋紋型 | 無     | 不同型號 |
| GAU-5A ASDW | M4卡賓槍          | 四代           | S-1-3    | 平頂、MBUS Pro | 有         | 有       | 12.5寸            | M4       | 1:7          | MI-G3ML10  | 無     | A2       |

### 術語註解

#### 槍托
- 一代：伸縮槍托，兩段固定位置，類似縮短版固定槍托
- 二代：鋁制伸縮槍托，兩段固定位置
- 三代：非金屬制伸縮槍托，兩段固定位置，1985年推出
- 四代：尼龍制伸縮槍托，四段固定位置，2002年推出，由Picatinny Arsenal的工程师Lily Ko設計，裝有背帶轉環、後托版
- 以色列版：以色列的第三代重制版本，六段固定位置
- A1：固定槍托，裝於M16及M16A1，可能沒有清潔工具貯存室
- A2：固定槍托，裝於M16A2，比A1長5/8寸
- 管狀：固定管狀槍托，類似第二代，裝有後托版

#### 發射模式
- S-1-F：安全(S) - 半自動(1) - 全自動(F)
- S-1-3：安全(S) - 半自動(1) - 三點發(3)
- S-F-1-3：安全(S) - 全自動(F) - 半自動(1) - 三點發(3)（第一代）
- S-1-3-F：安全(S) - 半自動(1) - 三點發(3) - 全自動(F)（第二代）

#### 照門
- A1：只可調整風偏
- A2：可調整射程及風偏
- 平頂：裝有MIL-STD-1913戰術導軌，整個照門提把可拆

#### 槍管類型
- A1：輕型槍管，原型直徑0.675及0.575寸
- A2：又名政府型，槍管前端直徑加厚至0.715寸
- HBAR：重槍管型
- M4：政府型槍管，前端有縮小的位置以安裝M203
- M4 HBAR：M4重槍管加厚型

#### 槍管膛線纏距
- 1:12：右旋，12寸（305毫米）
- 1:7：右旋，7寸（177.8毫米）

#### 護木
- 三角型：三角型步槍護木
- 短三角型：卡賓槍三角型護木
- 短圓型：卡賓槍長度的圓型護木
- 圓肋紋型：圓肋紋型步槍護木
- 短圓肋紋型：卡賓槍長度的圓肋紋型護木
- M4：橢圓卡賓槍型護木，裝有雙層隔熱片

#### 槍口裝置
- 鴨嘴式1型：原型三叉式消焰器
- 鴨嘴式2型：改進型三叉式消焰器
- A1：鳥籠型消焰器
- A2：鳥籠型消焰器，底部封閉以防止發射時射手被消焰器氣孔噴出氣體吹動的塵土影響
- 3.5寸或4.5寸：3.5寸或4.5寸長的槍口制退裝置
- 圓錐形：圓錐形消焰器

## 使用者
- 阿根廷
- 巴西
- 柬埔寨
- 智利
- 哥伦比亚
- 埃及
- 薩爾瓦多
- 斐济
- 希腊
  - 希臘軍隊
- 海地
- 伊拉克
- 以色列
  - 以色列國防軍：採用多種型號。
- 義大利
- 牙买加
- 科威特
- 黎巴嫩
- 马来西亚
- 墨西哥
  - 墨西哥聯邦警察（英语：Mexican Federal Police）
- 摩洛哥
- 緬甸
- 尼泊尔
- 荷蘭
- 尼加拉瓜
- 巴基斯坦
- 巴勒斯坦民族权力机构
- 菲律賓
- 葡萄牙
- 中華民國
- 塞内加尔
- 西班牙
- 斯里蘭卡
- 泰國
- 土耳其
- 乌克兰
- 阿联酋
- 越南：越南戰爭期間繳獲自美軍及繼承自前南越政權。後來於當地仿製成M18卡賓槍。
  - 越南人民軍特工單位

### 前使用者
- 法國
  - 法國特種作戰司令部（英语：Special Operations Command (France)）
    - 法國陸軍第1海軍陸戰傘降團（目前已退役）
    - 法國海軍突擊隊（目前已退役）
- 英屬香港
  - 皇家香港警察特別任務連
  - 皇家香港軍團[9]
- 香港
  - 香港警務處特別任務連
- 新加坡
  - 新加坡特種作戰部隊（英语：Singapore Special Operations Force）（目前已退役）
- 英国
  - 英國特種部隊
- 美国
  - 美國武裝部隊
    - 美軍援越司令部研究觀察團
    - 美國陸軍特種部隊
    - 美國海軍海豹部隊
    - 美國陸軍第1特種部隊D作戰分遣隊
    - 美國海軍特種作戰開發群
    - 美國空軍第24特種戰術中隊（英语：24th Special Tactics Squadron）

  - 聯邦及地方執法機關
- 越南共和国
  - 越南共和國軍

## 流行文化
Template:NoteTA

### 電影
- 1995年—：型號為柯爾特654型和733型。前者由尼爾·麥考利（勞勃·狄尼洛飾演）用於打劫現金押運車。後者由克里斯·西荷里斯（方·基墨飾演）和尼爾·麥考利在打劫銀行及與警察槍戰期間所使用。
- 2001年—：型號為柯爾特727型和733型，由美國陸軍第75遊騎兵團和三角洲特種部隊的隊員所使用。
- 2005年—：型號為CAR-15衝鋒槍型及柯爾特723型：
  - CAR-15衝鋒槍型由哥倫比亞毒梟所使用，也出現在尤里·奧洛夫的貨櫃當中。
  - 柯爾特723型出現在柏林武器展覽的女模特手中，也是尤里·奧洛夫在黎巴嫩售賣的武器之一。
- 2007年—：由巴西里約熱內盧憲兵所屬的特別警察行動營隊員所使用。

### 电子游戏
- 2010年—：遊戲中型號為XM177，命名為突击卡宾枪（Assault Carbine），使用24發彈匣供彈，装填虚构的5mm口径子弹，可以改用一个30发的延长弹匣。DLC“Gun Runner's Aresnal"增加了一个可以安装更多改造部件的版本。
- 2010年—：實際型號不明，命名為「突擊型」，戰役模式中由美國海軍陸戰隊、美軍援越司令部研究觀察團和維克多·雷澤諾夫（出現在亞歷克斯·梅森的幻覺中）所使用。奇怪地在1960年代使用平頂導軌型上機匣，配備從機匣頂部的導軌安裝的Troy（英语：Troy Industries）後照準器（奇怪地被前後倒置的安裝）。聯機模式及殭屍模式時於等級44解鎖，殭屍模式有一特殊型號「捕食者」。並可使用M203榴彈發射器、延長彈匣（增至45發）、雙彈匣、火焰噴射器、紅點鏡、下掛式霰彈槍、ACOG光學瞄準鏡、紅外線探測式瞄具、抑制器、反射式瞄準鏡。
- 2012年—：型號為柯爾特733型，奇怪地命名為「M4A1-S」，反恐部隊陣營專用武器，30發匣内只裝填20發子彈，可裝上消音器。
- 2013年—《2》：型號為柯爾特733型（預設），命名為「AMCAR」，可在黑市購買後並另外花費改裝。
- 2015年—：型號為柯爾特933型，奇怪地射擊選擇桿長期地處於半自動模式。有兩種版本：
  - 5.56×45毫米NATO型命名為「RO933」，載彈量30+1發，以黑色馬格普PMAG彈匣供彈，標準配備Aimpoint Micro T1紅點鏡、粗短握把及消焰器，歸類為卡賓槍，設定為兩方操作者（Operator）起始武器。單人模式當中則能夠由主角尼古拉斯·門多薩所使用。
  - .300 AAC BLK（7.62×35毫米）滅音型為资料片「Blackout」武器之一，命名为“RO933 .300 BLK”，需要完成「RO933 .300 BLK任務」解鎖，可由雙方所有職階使用。
- 2017年—《風起雲湧2：越南（英语：Rising Storm 2: Vietnam）》：型號為XM177E1，由美國陸軍所使用。
- 2020年—《決勝時刻：黑色行動冷戰》：外觀類似於XM177，但時代錯誤地於1980年代使用平頂上機匣，命名為“XM4”。戰役模式中由中央情報局特別活動部所使用。在聯機模式中為最早解鎖的突擊步槍。
- 2024年—《決勝時刻：黑色行動6》：型號為柯特723型，命名為“XM4”。
- 2024年— 《三角洲行动》:型号为柯尔特723型，命名为“CAR15突击步枪”。

### 動畫
- 2011年—：登場型號為柯爾特723型，由前三角洲特種部隊老兵雷姆所使用。

## 資料來源
1. ↑  .   [2007-06-16]. （原始内容存档于2007-06-14）.
2. ↑  forcerecon.com[永久]
3. ↑  .   [2007-06-16]. （原始内容存档于2007-05-27）.
4. ↑  . The Firearm Blog. 2019-05-13  [2020-04-19]. （原始内容存档于2019-06-20） （美国英语）.
5. ↑  . The Firearm Blog. 2018-06-26  [2020-04-19]. （原始内容存档于2019-05-01） （美国英语）.
6. ↑  . Guns.com. 2019-05-20  [2020-04-19]. （原始内容存档于2019-06-02） （美国英语）.
7. ↑  . www.ydn.com.tw.   [2020-04-19].[]
8. ↑  Joe Poyer. . North Cape Publications Inc. 2007. ISBN 1-882391-28-4.
9. ↑  . The Royal Hong Kong Regiment (The Volunteers) Association.   [2021-06-16]. （原始内容存档于2021-06-16）.

## 外部連結
- （英文）—柯爾特的M4 Commando頁面
- （英文）—Warboats.org-軍械記錄
- （英文）—春田兵工廠收藏資料：美國的XM177衝鋒槍
- （英文）—Modern Firearms—Colt CAR-15 / XM-177 Commando（页面存档备份，存于）